# IC 1220
IC 1220 је елиптична галаксија у сазвјежђу Херкул која се налази на листи објеката дубоког неба у Индекс каталогу.
Деклинација објекта је + 8° 27' 2" а ректасцензија 16h 29m 38,2s. Привидна величина (магнитуда) објекта IC 1220 износи 13,8 а фотографска магнитуда 14,8. IC 1220 је још познат и под ознакама MCG 1-42-5, CGCG 52-30, PGC 58340.